# Referéndum constitucional de Croacia de 2013

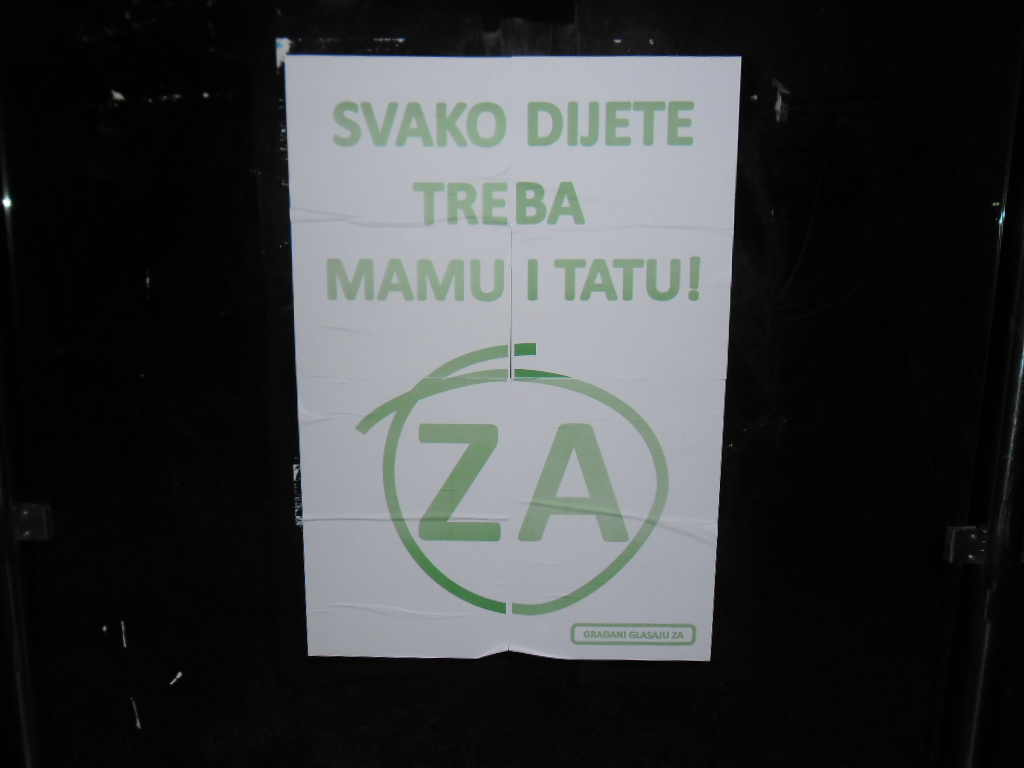
Cartel de la campaña por el sí, con el mensaje «¡Todos los niños necesitan a mamá y a papá!» seguido de un «a favor» rodeado por un círculo.

Cartel de la campaña por el no, con el mensaje «¡Voto en contra!» en un signo de igualdad.

El 1 de diciembre de 2013, se celebró en Croacia un referéndum constitucional en el que se proponía enmendar la Constitución de Croacia precisando que el matrimonio se define como una unión entre un hombre y una mujer y creando así una prohibición constitucional del matrimonio entre personas del mismo sexo. Votó el 37,9% del censo. Tras procesar todas las papeletas, la Comisión Electoral Estatal anunció que hubo un 65,87% de votos a favor, un 33,51% de votos en contra y un 0,57% de votos no válidos.
El referéndum fue convocado después de que la organización conservadora En Nombre de la Familia (U ime obitelji) reuniera más de 700 000 firmas en mayo de 2013 reclamando un referéndum para impedir el matrimonio homosexual en Croacia. La iniciativa contó con el apoyo de partidos conservadores, la Iglesia católica y otros grupos religiosos. La coalición gobernante de izquierdas se opuso a la enmienda junto con numerosas organizaciones pro derechos humanos y numerosos medios de comunicación.[cita requerida]

## Contexto político
Ante la propuesta del gobierno de Zoran Milanović de legalizar las uniones entre personas del mismo sexo, la asociación católica En Nombre de la Familia (U ime obitelji) reaccionó y organizó una petición de firmas para tratar de impedirlo. Para mayo de 2013, había recogido más de 700 000. La aprobación del referéndum fue sometida a votación en el Parlamento de Croacia el 8 de noviembre, y contó con el respaldo de 104 de los 151 diputados.
El grupo Ciudadanos en Contra se formó a partir de 88 organizaciones civiles lideradas por GONG, el Centro de Estudios por la Paz y Zagreb Pride, con el apoyo de numerosas figuras públicas, actores y actrices, académicos, activistas, políticos, medios de comunicación tales como Novi list y Jutarnji list y músicos tales como Severina, Dubioza kolektiv, Let 3, Hladno pivo, TBF, etc.
La campaña en contra reclamó que las caras públicas de la iniciativa Željka Markić, Krešimir Planinić, Krešimir Miletić y Ladislav Ilčić, así como miembros de sus familias, eran a la vez líderes de la iniciativa y candidatos del partido político derechista Crecimiento Croata (Hrast). La campaña en contra y la coalición de organizaciones civiles Plataforma 112 reclamaron que el número de cuenta bancaria registrado en la página web de En Nombre de la Familia no pertenecía a la iniciativa, sino a la asociación «Los ciudadanos deciden» (Građani odlučuju), registrada ad hoc por el vicepresidente de Hrast, Krešimir Miletić.
La supuesta pertenencia de Željka Markić a la organización católica Opus Dei también fue motivo de polémica.

### Constitucionalidad de la pregunta del referéndum
La pregunta formulada en el referéndum fue:

«¿Está a favor de que la Constitución de la República de Croacia sea enmendada con una disposición que establezca que el matrimonio es entre una mujer y un hombre?»

Después de que la iniciativa recogiera suficientes firmas como para que se pudiese celebrar el referéndum, hubo especulación sobre si al final no tendría lugar. La voluntad política del Parlamento de convocar un referéndum era incierta, dado que una coalición de izquierdas contraria a la enmienda propuesta tenía una mayoría de escaños.
Sin embargo, en la sesión del 8 de noviembre, Parlamento aprobó la convocatoria del referéndum nacional, con 104 votos a favor, 13 en contra y 5 abstenciones. La ex primera ministra y diputada independiente Jadranka Kosor propuso someter al Tribunal Constitucional la petición de revisión de la constitucionalidad del referéndum. Sin embargo, los dos principales partidos, la Unión Democrática Croata (HDZ) y el Partido Socialdemócrata de Croacia (SDP), no apoyaron la propuesta, que acabó siendo rechazada por 75 votos en contra y 39 a favor. El único partido político de la coalición gobernante que apoyaba la revisión de la constitucional era el HNS.
Tras una sesión de dos días, el 14 de noviembre, el Tribunal Constitucional anunció que no había motivo para anular el voto parlamentario del referéndum. Los jueces subrayaron que la constitucionalidad del referéndum mismo no había sido tomada en consideración, pues interpretaron que el Parlamento había expresado su voluntad legal de considerar la pregunta del referéndum acorde a la Constitución. Sin embargo, también subrayaron que cualquier enmienda constitucional que definiese el matrimonio como la unión de un hombre y una mujer no podría afectar al desarrollo futuro del marco legal de la institución de uniones extramaritales y entre personas del mismo sexo. El Tribunal Constitucional no se pronunció sobre la constitucionalidad del referéndum porque el Parlamento no se lo había solicitado oficialmente.
Las posturas de los jueces estaban divididas sobre si el Tribunal Constitucional debía revisar la constitucionalidad del referéndum. Algunos señalaron que el Tribunal Constitucional debía hacer una declaración sobre qué consecuencias tiene una definición constitucional del matrimonio para las minorías LGBT de Croacia. Otros sostuvieron que el Tribunal Constitucional no tenía por qué responder a peticiones ciudadanas ya que solo el Parlamento tenía derecho a solicitar una revisión de la constitucionalidad de la pregunta del referéndum, pero que había rechazado hacerlo cuando tomó la decisión de convocar un referéndum.

## Campaña
El primer ministro Zoran Milanović declaró a HRT que votaría en contra de la propuesta. El presidente Ivo Josipović consideró que el referéndum era innecesario, que no tendría consecuencias políticas prácticas independientemente del resultado y que era un gasto innecesario de dinero de las arcas públicas. El presidente añadió que el matrimonio ya estaba definido por la legislación croata como una unión entre un hombre y una mujer, pero que la pregunta del referéndum tendría un fuerte efecto psicológico con un mensaje discriminatorio implícito.

Si tiene éxito, solamente fortalecería el mensaje de que no estamos dispuestos a aceptar la diversidad, de que queremos detener a lo largo y ancho del mundo democrático un claro proceso de igualación de derechos de todas las personas, independientemente de sus distintas características personales, y en particular su orientación sexual
Ivo Josipović

Tomislav Karamarko, líder de la conservadora Unión Democrática Croata, declaró que votaría a favor. Otros cuatro partidos parlamentarios también apoyaron esta medida; en total, 104 de los 151 diputados del Parlamento de Croacia la apoyaron.
Jutarnji list, uno de los dos principales periódicos del país, anunció que apoyaría abiertamente la campaña en contra de la enmienda. Novi list hizo posteriormente un comunicado similar.
La Conferencia Episcopal Croata hizo un llamamiento a los croatas católicos para que votasen a favor de la enmienda constitucional. Representantes de la Conferencia Episcopal Croata, la Iglesia ortodoxa serbia, la Iglesia ortodoxa macedonia, la Iglesia Cristiana Reformada (Calvinista), la Unión Baptista de Croacia, la Iglesia Pentecostal Evangélica, la Comunidad Judía Bet Israel y la Mešihat de Croacia emitieron un comunicado conjunto a favor del referéndum el 12 de noviembre. Sin embargo, la Iglesia Luterana Evangélica Croata y la Comunidad Judía de Zagreb se opusieron a la enmienda. El Centro Rabínico de Europa emitió un comunicado a favor del referéndum y de la organización civil En Nombre de la Familia en el que expresaba su «profunda inquietud ante los informes según los cuales se ha comparado esta iniciativa a favor del matrimonio con el régimen nazi y la ideología fascista».
El cardenal Josip Bozanić incitó a apoyar la enmienda en una carta que se leyó en las iglesias. En ella, singularizó el matrimonio heterosexual como la única unión capaz de producir hijos biológicos.

Si el matrimonio es una unión entre una mujer y un hombre, entonces no es lo mismo que otros tipos de unión. La Iglesia no promueve ningún tipo de discriminación al respaldar esta definición de matrimonio. Al contrario, podemos decir que hoy existe el peligro de que el matrimonio mismo sea objeto de discriminación, al presentarse como algo que no puede ser. La Iglesia quiere preservar el matrimonio y quiere que su definición se exprese con claridad, de forma que la institución del matrimonio y la institución de la familia permanezcan para las generaciones futuras. La Iglesia, por tanto, no está en contra de nadie, está abierta al diálogo con todos, pero quiere dejar claro que algunas cosas no se pueden igualar. Respetamos las opiniones de todos, pero queremos que la institución del matrimonio y de la familia, que está amenazada hoy por los desarrollos sociales, quede resguardada por el futuro del pueblo croata y como un bien en todos nosotros.
Josip Bozanić

Bozanić calificó repetidamente la denominación del matrimonio de asunto serio para el futuro del país, y reiteró el punto de vista de que no era la intención de la Iglesia de discriminar a nadie, sino solo «preservar lo que ya tenemos». Subrayó que el referéndum era una oportunidad para los cristianos de manifestar su destino votando a favor, respetando la voluntad de Dios y sirviendo a la verdad. Repitió sus declaraciones anteriores de que el matrimonio y la familia no son un asunto privado del individuo que puede moldear a su antojo, sino que tiene una significación social mayor y no debe ser objeto de experimentación.

### Cobertura mediática
Los medios de masas croatas en general no vieron con buenos ojos la iniciativa y sus objetivos.
El día del referéndum, los impulsores de la iniciativa decidieron prohibir el acceso a su sede a los periodistas de una serie de medios de comunicación a los que los impulsores tacharon de sesgados, de plagiarios y de faltos de profesionalidad. Entre estos medios estaban Radiotelevisión Croata, la cadena pública; los principales portales croatas de Internet Index.hr, Net.hr y T-portal; y todas las publicaciones de Europapress Holding y Novi list. Los impulsores de la iniciativa requirieron a los periodistas que presentasen su número de teléfono móvil, su dirección de casa, su dirección de correo electrónico y el nombre y dirección de correo electrónico de sus editores. Esta práctica fue enérgicamente denunciada por la Asociación Croata de Periodistas, que invitó a todos los medios a boicotear la cobertura de la iniciativa en el día del referéndum, y subrayó el potencial de abuso de información personal.

En las últimas semanas, hemos presenciado el envío de cartas anónimas vulgares a periodistas respetados en las que son insultados y amenazados por personas desconocidas, obviamente semifascistas, solamente por su postura ante el tema. Creemos que esta clase de discriminación de periodistas anunciada por la iniciativa «En Nombre de la Familia» no tiene precedentes hasta ahora en Croacia.
Zdenko Duka, presidente de la Asociación Croata de Periodistas.

Todos los principales medios de Croacia respondieron al llamamiento y, en solidaridad con los periodistas proscritos, boicotearon por completo la cobertura de la iniciativa.

## Sondeos de opinión
Un sondeo realizado en junio de 2013 mostró que el 55,3% de los croatas apoyaba la reforma, frente a un 31,1% que se oponía.
En otro sondeo de noviembre, un 54,3% de los encuestados dijo que apoyaría la reforma, un 33,6% que votaría en contra y un 12,1% que no estaba seguro. La misma encuesta mostró que el 85,7% de los votantes de la HDZ apoyaría la reforma, frente a un 39,5% de los votantes del SDP.
Dos días antes de la votación, se publicó otra encuesta realizada por HRT, según la cual un 59% de los croatas votaría a favor, un 31% en contra y un 10% no contestó.

## Resultados

Resultados por condados.

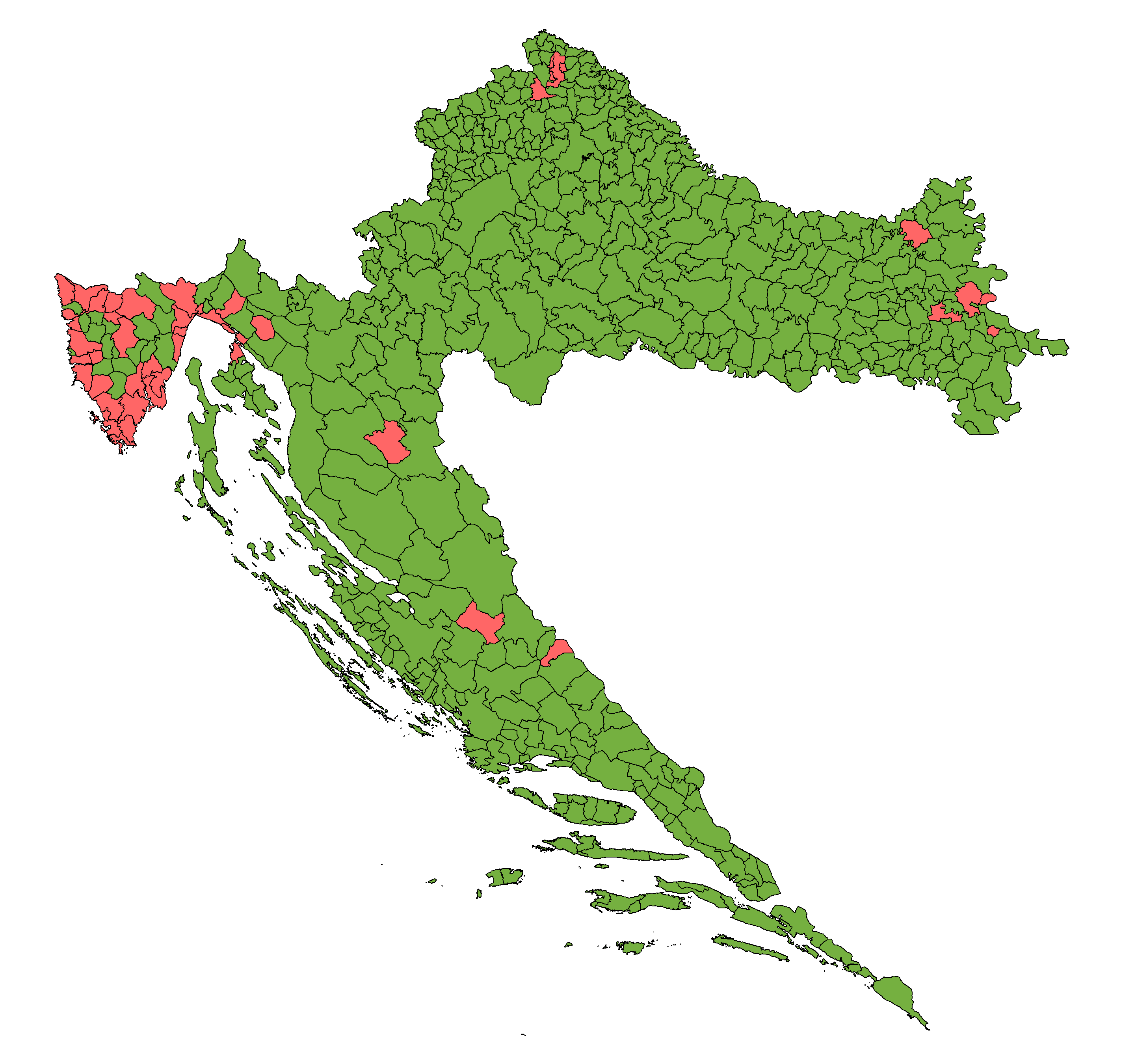
Resultados por municipios. Se muestra la opción mayoritaria en cada uno de los municipio de Croacia.
A favor
En contra

Tras procesar todas las papeletas, la Comisión Electoral Estatal anunció que hubo un 65,87% de votos a favor, un 33,51% de votos en contra y un 0,57% de votos no válidos, con un 37,9% de participación.
De las grandes ciudades, el no solo fue mayoritario en Pula, Rijeka, Varaždin y Čakovec. A nivel de condados, el no solo fue mayoritario en Istria y Primorje-Gorski Kotar. Los condados con el mayor apoyo a la medida se encuentran en el sur del país: Šibenik-Knin, Split-Dalmacia, Dubrovnik-Neretva y Brod-Posavina. Esta relativa polarización en los resultados entre el sur y el norte de Croacia ha sido vinculada por sociólogos con indicadores económicos y con el grado en el que cada región fue afectada por la guerra de los años noventa. En la capital, Zagreb, el 43,5% votó en contra, lo que se interpretó como que la capital era una amalgama de «tendencias en gran medida incompatibles».
El análisis estadístico de los resultados por unidades electorales ha arrojado una fuerte correlación con las opciones políticas preferidas: en general, aunque con muchas excepciones, en las regiones con un voto mayoritario a partidos de derechas se votó a favor de la reforma, mientras que en las regiones donde las opciones de izquierda eran las favoritas se votó en contra.

### Por condados
| Condado                            | Censo     | Votos     | %      | A favor | %      | En contra | %      | No válidos | %     |
| ---------------------------------- | --------- | --------- | ------ | ------- | ------ | --------- | ------ | ---------- | ----- |
| Bjelovar-Bilogora                  | 101 943   | 32 102    | 31.48% | 22 539  | 70.21% | 9 377     | 29.21% | 183        | 0.57% |
| Brod-Posavina                      | 141 318   | 46 880    | 33.17% | 37 409  | 79.80% | 9 183     | 19.59% | 274        | 0.58% |
| Dubrovnik-Neretva                  | 108 560   | 44 461    | 40.96% | 34 286  | 77.11% | 9 860     | 22.18% | 309        | 0.70% |
| Istria                             | 188 845   | 59 483    | 31.50% | 24 427  | 41.07% | 34 634    | 58.23% | 402        | 0.68% |
| Karlovac                           | 117 383   | 41 658    | 35.49% | 28 633  | 68.73% | 12 733    | 30.57% | 286        | 0.69% |
| Koprivnica-Križevci                | 95 272    | 30 944    | 32.48% | 21 232  | 68.61% | 9 552     | 30.87% | 160        | 0.52% |
| Krapina-Zagorje                    | 109 529   | 33 129    | 30.25% | 23 754  | 71.70% | 9 147     | 27.61% | 225        | 0.68% |
| Lika-Senj                          | 47 645    | 12 005    | 25.20% | 9 544   | 79.50% | 2 379     | 19.82% | 82         | 0.68% |
| Međimurje                          | 95 996    | 29 657    | 30.89% | 16 138  | 54.42% | 13 329    | 44.94% | 184        | 0.62% |
| Osijek-Baranja                     | 263 073   | 89 991    | 34.21% | 64 078  | 71.20% | 25 437    | 28.27% | 440        | 0.49% |
| Požega-Eslavonia                   | 68 364    | 23 879    | 34.93% | 18 828  | 78.85% | 4 886     | 20.46% | 165        | 0.69% |
| Primorje-Gorski Kotar              | 268 981   | 95 735    | 35.59% | 44 178  | 46.15% | 51 028    | 53.30% | 502        | 0.52% |
| Sisak-Moslavina                    | 155 929   | 46 749    | 29.98% | 32 046  | 68.55% | 14 413    | 30.83% | 282        | 0.60% |
| Split-Dalmacia                     | 405 274   | 176 712   | 43.60% | 137 281 | 77.69% | 38 343    | 21.70% | 1 015      | 0.57% |
| Šibenik-Knin                       | 106 405   | 35 360    | 33.23% | 26 216  | 74.14% | 8 915     | 25.21% | 219        | 0.62% |
| Varaždin                           | 146 011   | 50 226    | 34.40% | 30 885  | 61.49% | 18 985    | 37.80% | 337        | 0.67% |
| Virovitica-Podravina               | 73 296    | 23 337    | 31.84% | 17 380  | 74.47% | 5 806     | 24.88% | 148        | 0.63% |
| Vukovar-Srijem                     | 160 278   | 49 670    | 30.99% | 40 128  | 80.79% | 9 226     | 18.57% | 301        | 0.61% |
| Zadar                              | 165 572   | 55 922    | 33.78% | 42 342  | 75.72% | 13 169    | 23.59% | 408        | 0.73% |
| Condado de Zagreb                  | 271 178   | 107 814   | 39.76% | 75 274  | 69.82% | 31 927    | 29.61% | 564        | 0.52% |
| Ciudad de Zagreb                   | 686 646   | 337 639   | 49.17% | 188 757 | 55.90% | 146 859   | 43.50% | 1 661      | 0.49% |
| Voto exterior                      | -         | 13 482    | -      | 11 078  | 82.17% | 2 346     | 17.40% | 49         | 0.36% |
| TOTAL                              | 3 791 000 | 1 436 835 | 37.90% | 946 433 | 65.87% | 481 534   | 33.51% | 8 196      | 0.57% |
| Fuente: Comisión Electoral Estatal |           |           |        |         |        |           |        |            |       |

## Reacciones

### Reacciones negativas
El primer ministro Zoran Milanović rechazó las acusaciones de organizaciones cívica según las cuales el gobierno era cómplice al convocar el referéndum. Milanović señaló que el referéndum estaba provisto por la constitución, que no estaba relacionado de ninguna manera con el gobierno y que no cambiaba en absoluto la definición existente de matrimonio de acuerdo con la legislación croata. También anunció la próxima promulgación de la Ley sobre Uniones, que permitiría a las parejas del mismo sexo unirse en pareja de hecho. Esta unión conllevaría los mismos derechos que el matrimonio, salvo que las parejas del mismo sexo no podrían adoptar a niños (aunque sí tener la custodia de niños).
Vesna Pusić, la Vicepresidenta Primera, también rechazó las acusaciones contra la responsabilidad del gobierno, comentando que el referéndum fue el resultado de una omisión, al abolirse el umbral del 50% de participación para que el referéndum sobre la adhesión a la UE de 2012 saliera adelante.. Pusić sostuvo que el umbral había protegido a determinados grupos de la discriminación por parte de una minoría, pero que no se había procurado la exención específica de derechos humanos, civiles o de minorías de ser sujetos a referéndum.
Hannes Swoboda, presidente del Partido Socialista Europeo, declaró estar «profundamente decepcionado porque vi Croacia como una sociedad abierta y avanzada, y no como un país que prohíbe la felicidad y la igualdad de derechos».

### Reacciones positivas
El partido gobernante en Hungría, el Partido Popular Democristiano (KDNP) acogió positivamente los resultados, al considerar que suponían una afirmación de la unión basada en «el orden natural» y del matrimonio «en el sentido cristiano». Según el KDNP, se trataba de la victoria de los «valores cristianos europeos».
El Centro Rabínico de Europa emitió un comunicado en el que declaraba su inquietud ante las comparaciones de la iniciativa con el régimen nazi y el fascismo totalitario, calificando dichas comparaciones de inapropiadas e injuriosas ante la memoria de los millones de víctimas de estos regímenes.
El obispo croata Vlado Košić calificó la oposición oficial del gobierno al referéndum de chocante, inaceptable y antidemocrática, subrayando que los croatas son un pueblo católico que aprecia las tradiciones con las que ha vivido durante siglos. Acusó al gobierno de ateizar a la población y de tener ansia por borrar sus valores tradicionales, y exigió su dimisión.